# Andrew Bujalski
Andrew Bujalski (* 29. dubna 1977) je americký filmový režisér, scenárista a herec, označovaný také jako „kmotr mumblecoru“. 

## Profesní kariéra
Bujalski studoval film na katedře vizuálních a environmentálních studií na Harvardově univerzitě; vedoucí jeho diplomové práce zde byla důležitá belgická filmařka Chantal Akerman.
Svůj první celovečerní film, Funny Ha Ha, natočil v roce 2002 v Bostonu, městě svých studií, o rok později následoval new-yorský Mutual Appreciation. Oba vstoupily do distribuce se zpožděním v letech 2005 a 2006. V těchto svých prvních filmech Bujalski sám vystupuje v čelních rolích, poté se obsazovat přestává, ještě však výrazně herecky přispěl svému souputníku Joe Swanbergovi ve filmu Hannah Takes the Stairs.
Beeswax (2009) byl natočen v Austinu, kde Bujalski žije, jako poslední a nejdůslednější z pomyslné triády stylově semknutých filmů. Následujícím snímkem Computer Chess (2013) se od této linie výrazně vzdaluje: jde v podstatě o dobový film, odehrávající se na šachovém turnaji v roce 1980, čemuž odpovídá i použitá technologie natáčení. Na rozdíl od dosavadní 16mm filmové suroviny je natočen autentickou, černobílou televizní kamerou Sony z roku 1968. Premiéra se konala na festivalu Sundance, kde Bujalski získal za film Cenu Alfreda Sloana.
Další dva filmy, Results a Support the Girls zvláštním způsobem snoubí styl někdejší mumblecorové alternativy a klasičtějšího mainstreamu, čemuž odpovídá i nový prvek: obsazování profesionálních, občas dokonce hvězdných herců. Bujalski coby scenárista ostatně přijal několik hollywoodských zakázek, jeho nedávnou realizací je disneyovský remake Lady and the Tramp (2019).
Film Support the Girls byl pod názvem Holky sobě v roce 2018 k vidění na Karlovarském filmovém festivalu, kde ho uvedl sám autor.

## Obsah a styl
Bujalského filmový styl je důsledně realistický, což svádí až k zdání improvizovanosti scén, ve skutečnosti ale dojem „pravdivosti teď a tady“ vzniká velice jemnou scenáristickou prací. V tom se odlišuje od většiny dalších reprezentantů žánru mumblecore, za jehož zakladatele Bujalski přitom bývá považován.
Bujalski na všech filmech od počátku spolupracuje se stálým kameramanem, Rakušanem Matthiasem Grunskym. Zpočátku obsazuje výhradně neherce, kteří však nevzbuzují dojem neotesaných „naturščiků“, ale jsou schopni velmi jemné herecké práce, často proto, že jejich původní profese se filmu či performativních umění nějak dotýkají: animátorka Kate Dollenmayer, hudebník Justin Rice, experimentální filmař Bill Morrison, nezávislí filmaři David Zellner či Bob Buyington.
Bujalského filmy vždy nějak pracují s motivem komunikace či mezilidských gest a jejich výrazným prvkem jsou přirozeně dialogy. Ty jsou civilní, zdánlivě nevýznamné či redundantní. Filmy často začínají i končí in medias res, jako by byly jen „stroužkem života“, za jehož hranicemi je přirozeně mnohem širší, stejně tak podstatný příběhový svět.
Postavami jsou většinou autorovi vrstevníci, mladí lidé střední třídy. Opakujícím se tématem je směřování k stabilitě či větší kontrole vlastního života.

## Ocenění
- Cena Alfreda Sloana za hraný film, 2013 – filmový festival Sundance
- Nejlepší režie, 2005 – Sidewalk Moving Picture Festival
- Nejlepší scénář, 2005 – Newport International Film Festival
- Cena Someone to Watch, 2004 – IFP